# Hanriot HD.12
Le Hanriot HD.12 est un avion monoplace de chasse embarquée français.
En septembre 1919 le ministère de la Marine français émit une fiche-programme pour la fourniture d’un « monoplace d’escadre ». Il s’agissait en fait d’obtenir un avion de chasse capable de décoller du pont d’un navire ou d’une plate-forme montée au-dessus de la tourelle d’un croiseur. Trois constructeurs présentèrent un dossier : Hanriot avec une ultime variante du HD.1, SPAD avec la première réalisation d’André Herbemont, le S.XV, et Nieuport dont le NiD.32 sera retenu. 
Compact biplan à ailes décalées, le HD.12 fut proposé aux militaires avec un moteur Le Rhône de 80 ch, ce qui le disqualifiait sans appel face à ses concurrents, équipés d’un Le Rhône de 180 ch. Un prototype prit pourtant l’air en 1921, finalement équipé d’un 9 cylindres en étoile Le Rhône de 170 ch. Les premiers NiD.32 étant en service à Saint-Raphaël et le prototype Hanriot offrant des performances médiocres, le développement du HD.12 fut rapidement abandonné.

## Sources
1. ↑  Ray Sanger p. 167
2. ↑  Green/Swanborough p. 278